# Vanonus oklahomensis
Vanonus oklahomensis är en skalbaggsart som beskrevs av Werner 1990. Vanonus oklahomensis ingår i släktet Vanonus och familjen ögonbaggar. Inga underarter finns listade i Catalogue of Life.